# Jättna
Jättna är en herrgård i Gryts socken, Södermanland, Gnesta kommun.
Jättna var ursprungligen en skattegård, ingick 1596 i en förläning till Hans von Masenbach, förläningen konfirmerades 1616 för hans änka Margareta Vogtin von Fronhausen. Deras dotter Christina von Masenbach gift med Georg Günther Kraill von Bemeberg ärvde Jättna, och därefter deras dotter Christina Dorothea Craill som 1674 sålde Jättna till Elsa Cruus. Gården drogs dock in till krono i samband med reduktionen men kom samtidigt att ges som livstidsdonation till Christina Dorothea Craill. Hennes systerson Peter von Danckwardt bytte 1700 till sig ägarskapet till Jättna, och blev därigenom efter mosterns död 1719 ägare till gården. Från 1725 redovisas gården i skattelängerna som frälsejord. Sätesrättigheternas ålder för gården är okända, men 1671 gavs gården ladugårdsfrihet. Bland senare ägare märks Anders Jeurling, som 1896–1903 var ägare till Jättna. Hans son Alf Jeurling sålde 1932 till rektorn för Solbacka läroverk Folke Goding.